# Брензович Маріанна Іванівна
Маріанна Брензович (5 жовтня 1972, Берегове  — 15 листопада 2017 або раніше) — угорська письменниця та поетеса із Закарпаття.

## Життєпис
Публікується з 1998 року. Її вірші, прозу та дослідження публікували, зокрема, Kalligram, Élét és Irodalom, Műút, Tiszatáj, Vélten Ballet, Együtt, Acta Beregsasionis, Prae, Beszélő, Parnasszus, Alföld, Csillagszálló, журнал kulter.hu, онлайн-портали.
Отримала диплом з угорської мови та літератури в Ужгородському національному університеті та з естетики в Будапештському університеті. Захистила докторську дисертацію про кіномистецтво Андрія Тарковського. У 2003 році захистила свою роботу Будапештському університеті в галузі естетики.
Працювала викладачем на кафедрі угорської мови та літератури Закарпатського угорського інституту імені Ференца Ракоці ІІ.
15 листопада 2017 року тіло письменниці знайшли у колодязі в селі Запсонь.
Сестра українського політика Василя Брензовича.

## Твори
- Погляд (проза) Каліграма, 2010.
- Розчленування (проза) Каліграма, 2013.
- Розщеплення (проза) Каліграма, 2015.

## Антологія
- Пробація (антологія прози). Видавництво Палатінус, 2008.